# Easy Sound Recording Studio
Easy Sound Recording Studio var et pladestudie ejet/ledet af brødrene Henrik og Niels Erik Lund, beliggende på Østerbrogade 70 i København.

## Historie
Easy Sound studiet blev oprettet som anpartsselskab i 1980 og nedlagt i 2002. De første års produktioner skete i kælderen på Sundvænget 1, i Hellerup hos Henrik og Niels Erik Lunds forældre. I foråret 1982 havde studiet indtaget sine nye lokaler i den tidligere Triangel Teatret biograf på Østerbrogade og blev dermed Europas største rock-studie.  Easy Sound studiet har dannet platform for flere af musikhistoriens store danske og internationale produktioner. Easy Sound studiet formåede at trække en international musikscene, der førhen ikke var set i landet, til Danmark. 
| Citat                         | "Studiet var et unikt og enestående sted fuld af kreativitet. - hvilket man også kan se, hvis man kigger på de musiklegender, der har gæstet brødrene Lund i årenes løb som fx. Quincy Jones, Miles Davis, Van Morrison og mf." | Citat |
| - Artikel "musikkens verden." | |       |

Studiet har været brugt som koncertsal i specielle tilfælde, bl.a. til programmerne Uden Filter og Dansk kabel og tråd, som begge blev lavet sammen med DR. Ligeledes blev de afsluttende runder ved DM i Rock 1995 afviklet i studiet.

## Indretning og udstyr
Den tidligere biografsal blev til Studie A, hvor en Solid State Logic Serie 4000 mikserpult var det centrale omdrejningspunkt, mens Studie B blev indrettet i forhuset mod Østerbrogade. I Studie B var der installeret en Trident mikserpult, som før da var benyttet af DPA Soundco (tidl. Dansk P.A. Kompagni) som livesound-mikser bl.a. i forbindelse med koncerter med Lars H.U.G., Gnags, TV2, Thomas Helmig, Dodo and the Dodo's, Sanne Salomonsen, Lisa Ekdahl, Shu-Bi-Dua, Anne-Dothe Michelsen og mange mange flere. Trident-mikserpulten var i mange år den fortrukne mikser for en række danske live-lydteknikere. Lyden blev så gengivet med 4 sæt Tannoy Arden mark IV, som de mente var den bedste monitor, til lyd.

## Artister som har indspillet i Easy Sound
- Buzstop (1980-1982)
- Laid Back – Mikser nummeret Sunshine Raggae (1983)[4]
- Street Beat (1984-85)
- Van Morrison
- Love Construction (1987-1988)[2]
- Palle Mikkelborg concept album for Miles Davis "Aura". Miles Davis recorded here (1985)
- Safri Duo – Debut album (1990)[5]
- Malurt – Spøgelser (1991-92)[6]
- C.V. Jørgensen
- Shu-bi-dua
- Mercyful Fate
- King Diamond
- Ulf Lundell
- Down Payment
- Anne Linnet
- Danseorkesteret
- Kasper Winding
- Sneakers
- Hanne Boel
- Janes Rejoice

## Ekstern henvisning
- Radioudsendelse i 2002 Brdr Easy Sound. Programmet blev sendt på P3 og P4. Niels Erik og Henrik Lund fortæller historien om deres studie fra start til slut.
- Christian Grau, Et studie i dansk rock, Gaffa, 1994, nr. 7, s. 8 Arkiveret 5. marts 2016 hos  Wayback Machine
- Thomas Larsen, DM i laber lyd, Gaffa, 1995, nr. 5, s. 27